# 1961年世界乒乓球锦标赛
1961年世界乒乓球锦标赛是第二十六届世界乒乓球锦标赛，于1961年4月5日至14日在中国北京市举行。这是中国首次主办世界乒乓球锦标赛。

## 赛果

### 团体
| 项目                | 金牌                                              | 银牌                                                          | 铜牌                                                                                   |
| 男子团体 斯韦思林杯 | 中國 · 李富荣 · 容国团 · 王传耀 · 徐寅生 · 莊則棟 | 日本 · 星野展弥 · 木村兴治 · 村上辉夫 · 荻村伊智朗 · 澀谷五郎 | 匈牙利 · 拜尔齐克·佐尔坦 · 弗尔迪·拉斯洛 · Miklós Péterfy · Péter Rózsás · 西多·费伦茨 |
| 女子团体 考比伦杯   | 日本 · 伊藤和子 · 松崎君代 · 大川富 · 关正子      | 中國 · 韩玉珍 · 胡克明 · 孙梅英 · 邱钟惠                      | 羅馬尼亞 · 玛丽亚·亚历山德鲁 · Maria Catrinel Folea · 杰奥尔杰塔·皮蒂卡                |

### 单项
| 项目     | 金牌                                | 银牌                        | 铜牌            |
| 男子单打 | 莊則棟                              | 李富荣                      | 徐寅生          |
| 男子单打 | 莊則棟                              | 李富荣                      | 张燮林          |
| 女子单打 | 邱钟惠                              | 科齐安·埃娃                 | 王健            |
| 女子单打 | 邱钟惠                              | 科齐安·埃娃                 | 松崎君代        |
| 男子双打 | 星野展弥 木村兴治                   | 拜尔齐克·佐尔坦 西多·费伦茨 | 李富荣 莊則棟   |
| 男子双打 | 星野展弥 木村兴治                   | 拜尔齐克·佐尔坦 西多·费伦茨 | 周兰荪 王家声   |
| 女子双打 | 玛丽亚·亚历山德鲁 杰奥尔杰塔·皮蒂卡 | 邱钟惠 孙梅英               | 胡克明 王健     |
| 女子双打 | 玛丽亚·亚历山德鲁 杰奥尔杰塔·皮蒂卡 | 邱钟惠 孙梅英               | 韩玉珍 梁丽珍   |
| 混合双打 | 荻村伊智朗 松崎君代                 | 李富荣 韩玉珍               | 王传耀 孙梅英   |
| 混合双打 | 荻村伊智朗 松崎君代                 | 李富荣 韩玉珍               | 星野展弥 关正子 |